# 等马河
等马河，位于中华人民共和国青海省西南部羌塘高原地区的一条河流，是乌兰乌拉湖最大的入湖河流。发源于祖尔肯乌拉山北坡，总体自西南向东北流，于乌兰乌拉湖东南岸入湖。河流全长84千米，总落差626米，河床平均比降7.5‰，流域面积1360平方千米。上游流经高山深谷，沿岸为高寒草原；下游为山前洪积冲积平原，沿岸多匍匐水柏枝灌丛。河口区发育有典型的三角洲地貌，砂砾广布。